# 寧辺郡
寧辺郡（ニョンビョンぐん）は朝鮮民主主義人民共和国平安北道の東南部にある郡。核開発施設が集中することで知られている（寧辺核施設）。
なお、韓国では頭音法則で「ヨンビョン」（영변）と発音する（「朝鮮語の南北間差異」参照）。

## 地理
平壌から北へ約80kmの距離にある。清川江の北岸に位置し、その支流である九龍江が郡内を貫いて流れている。最高峰は北部にある香積山（ヒャンジョクサン/향적산、805m）。丘に囲まれた地形である。
西に博川郡・泰川郡、北に雲山郡、東に球場郡と隣接し、南は平安南道に接する。

## 行政区画
1邑・1労働者区・26里を管轄する。
| - 寧辺邑（ニョンビョヌプ） - 八院労働者区（パルォンノドンジャグ） - 古城里（コソンニ） - 館下里（クァナリ） - 亀山里（クサンニ） - 亀項里（クハンニ） - 南燈里（ナムドゥンニ） - 南山里（ナムサンニ） - 大川里（テチョンニ） - 東南里（トンナムニ） - 龍城里（リョンソンニ） - 龍湫里（リョンチュリ） - 龍浦里（リョンポリ） - 龍和里（リョンファリ） | - 望日里（マンイルリ） - 明徳里（ミョンドンニ） - 鳳山里（ポンサンニ） - 西山里（ソサンニ） - 西位里（ソウィリ） - 西花里（ソファリ） - 細竹里（セジュンニ） - 松江里（ソンガンニ） - 松和里（ソンファリ） - 延花里（ヨヌァリ） - 梧峯里（オボンニ） - 玉倉里（オクチャンニ） - 下草里（ハチョリ） - 和坪里（ファピョンニ） |

## 歴史
古代には高句麗・渤海の領域であり、高麗時代には延州（延山府）・撫州と呼ばれた。のちに寧辺の名で呼ばれることになる通り、朝鮮西北辺境防衛の拠点であり、1012年には高麗の姜邯賛が契丹と戦い、1216年には金就礪が金軍と戦っている。
朝鮮王朝時代には延山都護府・撫山県が設置され、1429年に両者をあわせて寧辺大都護府が置かれた。1624年には李适の乱の舞台となっている。
1895年、府郡制（二十三府制）により義州府寧辺郡に改変された。翌1896年に十三道制が発足すると平安北道に属し、平安北道の観察使営（道庁）は本郡に置かれた。1905年に義州に移転するまで、寧辺は平安北道の道庁所在地であった。
1952年12月、北朝鮮の行政区域再編により球場郡・香山郡が分割された。
1980年代には核関連施設の建設がはじまり、以来北朝鮮核問題の中で世界的に知られる地名となった。

### 年表
この節の出典
- 1914年4月1日 - 郡面併合により、平安北道寧辺郡に以下の面が成立。(14面)
  - 邑内面・八院面・少林面・延山面・泰平面・龍山面・古城面・南松面・独山面・鳳山面・百嶺面・北薪峴面・南薪峴面・梧里面
- 1918年 - 邑内面が寧辺面に改称。(14面)
- 1952年12月 - 郡面里統廃合により、平安北道寧辺郡寧辺面・八院面・少林面・鳳山面および延山面・古城面・梧里面の各一部地域をもって、寧辺郡を設置。寧辺郡に以下の邑・里が成立。(1邑33里)
  - 寧辺邑・延山里・文化里・西花里・大川里・龍和里・龍浦里・薬山里・西外城里・八院里・和坪里・松和里・明徳里・玉倉里・龍城里・鳳山里・古城里・館下里・亀山里・望日里・龍興里・南燈里・西位里・龍湫里・上秋里・鳳東里・鳳南里・南山里・下草里・亀項里・三峯里・梧峯里・松江里・細竹里
- 1954年10月 (1邑27里)
  - 三峯里が球場郡に編入。
  - 上秋里が博川郡に編入。
  - 龍興里が泰川郡に編入。
  - 西位里の一部が博川郡石渓里に編入。
  - 延山里・文化里が合併し、延花里が発足。
  - 鳳南里・鳳東里が合併し、東南里が発足。
  - 薬山里・西外城里が合併し、西山里が発足。
- 1961年 - 亀項里の一部が南山里に編入。(1邑27里)
- 1967年 - 下草里の一部が龍城里に編入。(1邑27里)
- 1972年 - 八院里が八院労働者区に昇格。(1邑1労働者区26里)
- 1989年 - 寧辺邑・西山里の境界線を調整。(1邑1労働者区26里)

## 文化・観光
- 鉄甕城

九龍江と丘に囲まれた邑城は鉄甕城の異名で知られる。
- 薬山東台

寧辺邑内にある、奇岩とツツジの名所。近代朝鮮の詩人・金素月の「寧辺薬山東台のつつじ」で知られる。

## 産業
古くから絹織物の名産地として知られた。

## 交通
- 青年八院線
  - 下草駅 - 寧辺駅 - 八院青年駅 - 大将駅
- 寧辺線
  - 八院青年駅 - 分江駅

## 関連記事
- 北朝鮮核問題
- 寧辺核施設